# Miss San Marino
Miss San Marino ist ein jährlicher nationaler Schönheitswettbewerb für unverheiratete Frauen in San Marino. Die Gewinnerinnen nahmen 2000 und 2001 an der Wahl zur Miss International sowie 2001 und 2002 zur Miss Europe teil.

## Siegerinnen
| Jahr | Miss San Marino  |
| ---- | ---------------- |
| 1996 | Alessandra Gessi |
| 1997 | Claudia Zannoni  |
| 1998 | Eva Neri         |
| 1999 | Francesca Guidi  |
| 2000 | Chiara Valentini |
| 2001 | Marzia Bellesso  |
| 2002 | Melania Astolfi  |